# Eriococcus munroi
Eriococcus munroi är en insektsart som först beskrevs av Boratynski 1962.  Eriococcus munroi ingår i släktet Eriococcus och familjen filtsköldlöss. Inga underarter finns listade i Catalogue of Life.